# Час настав (роман)
«Час настав» — фантастично-пригодницький роман українського письменника Костянтина Матвієнка. Перше видання роману здійснене у 2008 році видавництвом «Теза». У 2011 році його значно перероблено, переоформлено, доповнено та з післямовою Максима Стріхи спільно перевидано видавництвами «Теза» та «Фоліо».
Роман входить до циклу «Крізь брами українських часів» разом з трьома іншими романами: «Гроза над Славутичем», («Теза», 2009), «Багряні крила» («Теза», 2010), «Добрий шлях» («Теза» – «Фоліо», 2011).

## Жанр
Урбаністичне фентезі, з елементами детективу та політичної сатири.

## Сюжет
Головний герой — студент-киянин Аскольд Четвертинський, завдяки віднайденим під час археологічних розкопок у Ближніх печерах Києво-Печерської Лаври, артефактам, отримує змогу потрапляти до першого сторіччя нашої доби, де спілкується з апостолом Андрієм Первозваним та іншими мешканцями того часу. У цих подорожах його супроводжує домовичок Лахудрик Пенатій.
Завданням Аскольда є відвернути диверсію, заплановану Центром Історичних Корекцій Федерації, метою якої є зміна перебігу історичних подій таким чином, щоб не постала Україна, у давнині та сьогоденні. Відтак, події роману відбуваються у наш час та у першому сторіччі нашої ери.

## Інновації
- На сторінках книжки містяться посилання на статті у Вікіпедії, щодо реальних та гіпотетичних подій, на тлі яких розвивається сюжет роману, а також на історичних осіб, обставини та явища суспільного буття, споруди тощо.
- Місця, де могли б відбуватися події роману за допомогою інтернет-послуги Google Maps можна побачити на сайті видавництва «Теза» за позначкою у тексті – «…».

## Відгуки у ЗМІ
Оксана Левкова, директор ВГО «Не будь байдужим», назвала роман «добре написаним твором», який «читається на одному подиху» та «неодмінно має зазнати перевидання і (в ідеалі) екранізації». Вона також зауважила, що характеристика роману «Час настав» як дитячого є «симптоматичною» та «дискримінаційною»:
|  | Така постановка питання свідчить про те, що література з сюжетними елементами, зі стрункою композицією, що описує езотеричні речі, література без матюків — це несерйозне, «неструйове» — тобто дитяче. Тобто доросла книга в наш час такою бути не може? … Гадаю, що аби оцінювати цей твір як казку, необхідно спочатку вихолостити з нього все розкішне гостропубліцистичне звучання… |

Водночас пані Левкова критикує книгу за двомовність, тобто наявність у ній «не транскрибованих українською російськомовних реплік й цілих діалогів».
Існує й протилежна думка: «Чиста, мов джерельна вода, питома українська мова тут тішить і зігріває, до речі, прекрасно, паритетно, сполучаючись з російською.»
|  | 100–відсотково київський текст |

«Україна молода» писала: «… позитивна риса роману Костянтина Матвієнка в тому, що це — текст на сто відсотків київський. Написаний правдивим киянином з діда-прадіда … Написаний людиною, для якої Київ є не лише місцем проживання і заробляння грошей, а й певною сакральною сутністю, яка може втілюватися в широкому регістрі образів — від першопокликаного Ап–Остола й до симпатичного домовичка Лахудрика Пенатія...
Як негативне рецензент акцентує на недоліках допоміжного апарату видання: «прочитавши таку анотацію, рецензент сам ледве взявся б до читання книжки — насамперед через нелюбов до всілякої езотерики та стійку ідіосинкразію до слова «Аррата» та похідних від нього».

|  | Роман неймовірно кінематографічний |

В тижневику "Народна" зазначають «незбалансовані мовні й авторські характеристики персонажів», проте загальне враження від тексту є позитивним: «Текст динамічний і пружний, практично жодна сюжетна лінія не губиться й не в’язне, всі вони мають відчутно доцентровий характер, усе працює на завдання та надзавдання твору. … є лише дві оцінки: „смачно” і „несмачно”. Так ось, оцінюючи роман «Час настав» загалом, із превеликим задоволенням мушу сказати: смачно!»

## Відзнаки
- 2009 — роман «Час настав» переміг у номінації «Книга, яку варто читати» на першому «Форумі видавців — дітям».[4]

## Видання
- Костянтин Матвієнко. Час настав. Післямова: Максим Стріха. Вінниця: Теза; Харків: Фоліо. 2011. 316 стор. ISBN 978-966-421-084-0 (палітурка), ISBN 978-966-421-081-9 (м'яка обкладинка).
- 2-ге видання виправлене і доповнене (2017). (e-book [Архівовано 17 вересня 2017 у Wayback Machine.])